# Cine Oliveras
El Cine Oliveras va ser una sala d'exhibició cinematogràfica ubicada al carrer Baró de Maldà cantonada passatge Xerricó, al barri Centre de L'Hospitalet de Llobregat. El seu propietari, en Lluís Oliveras Norta, va demanar el permís municipal per construir l'edifici a les acaballes de l'any 1924. La sala, obra de l'arquitecte Lluís G. Colomer, va començar a funcionar a finals de l'any 1925. L'aforament era de 350 butaques preferents i 620 de generals, i els preus de 50 i 30 cèntims respectivament.
Ràpidament, i degut principalment a la manca de locals a la ciutat, la sala es va convertir en la seu d'altres actes públics, no cinematogràfics, com festivals benèfics, actes municipals, classes populars de sardanes o mítings polítics.
La primera remodelació va arribar l'any 1930, augmentant-ne el seu aforament fins a les 593 butaques preferents i les 707 de generals. Al mateix any es van començar a emetre pel·lícules amb so.
L'any 1934, el Cine Oliveras va canviar de propietari. La parella d'empresaris formada per Josep Campreciós i Josep Mitjavila es va fer càrrec del negoci, començant amb aquesta empresa una dilatada trajectòria com a empresaris cinematogràfics, en la que destaca també el Cine Lumiere a Bellvitge.
Començada la guerra civil, l'any 1936 el cinema va ser col·lectivitzat com la resta de sales de la ciutat, tot i que no va deixar de funcionar com a cine. 64 anys després de la seva inauguració, l'any 1989, el Cine Oliveras va tancar.